# ریوما تاکه‌ئوچی
ریوما تاکه‌ئوچی (انگلیسی: Ryoma Takeuchi؛ زادهٔ ۲۶ آوریل ۱۹۹۳) هنرپیشه، مدل اهل ژاپن است.
از فیلم‌هایی که او در آن به عنوان صداپیشه نقش داشته‌است می‌توان به فیلم پادشاه آهو اشاره کرد.